# Apol·lònides (metge)
Apol·lònides (en grec antic Ἀπολλωνίδης) va ser un metge grec probablement del segle ii tal com ho diu Galè, que explica que va estar en desacord amb Arquígenes d'Apamea respecte del pols durant les hores de dormir.
De vegades se'l confon amb Apol·loni de Xipre, per una mala lectura d'Ἀπολλωνίδου transformat en Ἀπολλωνίου, en un passatge de Galè on es menciona aquest últim metge. Podria ser el metge esmentat per Artemidor Capit i Aeci, que l'anomena Apolloniades (Ἀπολλωνίαδης).